# Alibhoy Mulla Jeevanjee
Alibhoy (auch Alibhai) Mulla Jeevanjee (* 1856 in Karatschi, Pakistan; † 1936) war ein indischer Kaufmann und Unternehmer und zugleich kenianischer Politiker, dessen Wirken eng mit der Errichtung des britischen Protektorats Ostafrika verbunden war.

## Herkunft und Jugend
Jeevanjee wurde in Karatschi, damals zu Indien gehörend, geboren. Seine Familie gehörte einer schiitischen Gruppierung des Islam an, den Dawudi Bohras, einer Gemeinschaft, die aus zumeist konservativen und traditionsbewussten kleinen Händlern bestand. Jeevanjee wuchs in der Gemeinschaft eines großen Familienverbandes auf, wie er bei mehreren Generationen polygyner Familienstruktur schnell entsteht. Die Ausbildung der Kinder war besonders auf Religion und Tradition konzentriert. Die Familie verdiente ihr bescheidenes Auskommen mit einem Transportunternehmen aus Pferdekarren. Jeevanjees Vater starb früh bei einem Unfall und hinterließ sechs kleine Kinder, von denen Alibhoy Jeevanjee das älteste war, die fortan in der Familie des Onkels lebten. Wie es für Burschen üblich war, verließ auch der junge Alibhoy die Heimat und suchte nach Zukunftsmöglichkeiten in der Ferne. Er bereiste Indien und Australien und hielt sich dabei mit kleineren Handelsgeschäfte über Wasser.

## Der Aufstieg zum Großunternehmer
Gegen 1880 tat sich Jeevanjee mit seinem jüngeren Bruder Tayabali zusammen. Gemeinsam bauten die beiden jungen Männer in den 1880er Jahren einen gewaltigen Handels-, Transport- und Arbeitsvermittlungskonzern im damaligen Bombay und ihrer Heimatstadt Karatschi auf, A. M. Jeevanjee & Co. 1890 kam Jeevanjee nach Mombasa. Durch seinen Aufenthalt in Australien sprach er fließend Englisch, wovon er profitierte, als er mit der Imperial British East Africa Company (IBEA) einen Vertrag über die Zulieferung von Handwerkern und Polizisten nach Britisch-Ostafrika abschloss. Er eröffnete eine Niederlassung in Mombasa und kooperierte mit der IBEA als Arbeitsvermittler. Er bewohnte eine luxuriöse Villa in der damaligen Hauptstadt des Protektorats und verkehrte mit einer kosmopolitischen Oberschicht Mombasas, die aus arabischen, indischen und europäischen Kaufleuten und Angehörigen der Verwaltungseliten bestand.
1895 schloss er mit dem neu entstandenen Protektorat Ostafrika einen Kontrakt über die Vermittlung indischer Arbeiter für den Eisenbahnbau, alle Vorarbeiten wie Erdarbeiten und Felssprengungen, über die Errichtung von Bahngebäuden sowie über die Verpflegung der Belegschaften für den Bahnbau. Als die Eisenbahn 1901 Nairobi erreichte, war Jeevanjee einer der engsten Vertrauter der Protektoratsverwaltung. Fast alle Gebäude der boomenden Hauptstadt Nairobi entstanden unter seiner Regie als Bauunternehmer.
Seine Villa war Treffpunkt für die Oberklasse der neuentstandenen Siedler-Kolonie. Er gründete 1901 die erste nichteuropäische (und heute wichtigste) Zeitung des Landes, den African Standard, und schuf eine Schifffahrtslinie zwischen Bombay, Aden, Mombasa und Mauritius.

## Soziales und politisches Engagement
Darüber hinaus engagierte er sich in sozialen Bereichen. Er ließ 1904 einen Park in Nairobi anlegen, der nach ihm benannt wurde, und finanzierte den Bau des öffentlichen Marktes. Er unterstützte Sportclubs und verschiedene religiöse Vereinigungen. Wegen einer großzügigen Spende war er das einzige nichteuropäische Mitglied im Nairobi-Club, einem exklusiven Club der weißen Siedler.
Zugleich setzte er sich jedoch auch für die Rechte der indischen Einwanderer ein. 1909 wurde er das erste und bis 1919 einzige indische Mitglied des gesetzgebenden Versammlung Britisch-Ostafrikas. Er initiierte 1914 den East African Indian National Congress und wurde in den Debatten über die politische Zukunft der Kolonie in den 1920er Jahren einer seiner führenden Sprecher. Während er sich der Politik zuwandte, schwand sein Vermögen allmählich dahin. Zur Demontierung seines Imperiums trugen auch seine Brüder bei.
Jevanjee verlor sein Vermögen während der Weltwirtschaftskrise Ende der 1920er Jahre. Der Mann, der zwei Jahrzehnte früher zu den reichsten Männern Ostafrikas gehört hatte, starb mittellos.

## Gedenken und Rezeption in Kenia
Jeevanjee wird als einer der Väter der antikolonialen Widerstandsbewegung in Kenia gesehen. Der von ihm angelegte Park, Jeevanjee Garden, im Geschäftsviertel Nairobis, ist das einzige Bauwerk, das an ihn erinnert. Seit den 1990er Jahren hat die Stadt Nairobi verschiedentlich versucht, den Park zu bebauen. Alle Pläne, dort ein Parkhaus, Toilettenhäuser oder Geschäftshäuser zu errichten, wurden bisher durch öffentlichen Protest verhindert.